# Милен Велев
Милен Велев (нар. 4 вересня 1971) — колишній болгарський тенісист.
Найвищу одиночну позицію світового рейтингу — 121 місце досяг 27 вересня 1993, парну — 253 місце — 17 серпня 1998 року.
Здобув 1 одиночний титул.
Завершив кар'єру 2002 року.

## Рейтинг на кінець року
| Рік              | 1988 | 1989 | 1990 | 1991 | 1992 | 1993 | 1994 | 1995 | 1996 | 1997 | 1998 | 1999 | 2000 | 2001 | 2002 | 2003 |
| Одиночний розряд | 1054 | 686  | 477  | 308  | 286  | 125  | 647  | 295  | 521  | 386  | 295  | 604  | 649  | 409  | 947  | -    |
| Парний розряд    | 997  | 1056 | 575  | 655  | 1016 | -    | 1170 | 1197 | 574  | 467  | 353  | 576  | 934  | 456  | 956  | 1531 |

## Фінали челленджерів і ф'ючерсів

### Одиночний розряд: 7 (4–3)
| Легенда (одиночний розряд) |
| -------------------------- |
| Тур ATP Челленджер (1–1)   |
| ITF Ф'ючерс (3–2)          |

| Титули за покриттям |
| ------------------- |
| Тверде (1–0)        |
| Ґрунт (3–3)         |
| Трава (0–0)         |
| Килим (0–0)         |

| Результат | В-П | Дата     | Турнір                          | Рівень     | Покриття | Суперник          | Рахунок       |
| --------- | --- | -------- | ------------------------------- | ---------- | -------- | ----------------- | ------------- |
| Перемога  | 1–9 | Лип 1993 | Оберштауфен, Німеччина          | Челленджер | Ґрунт    | Ктіслав Доседель  | 6–3, 7–6      |
| Поразка   | 1–1 | Лип 1993 | Познань, Польща                 | Челленджер | Ґрунт    | Андреа Гауденці   | 3–6, 6–3, 3–6 |
| Перемога  | 2–1 | Чер 1998 | Югославія F3B, Zaječar          | Ф'ючерс    | Ґрунт    | Деян Петрович     | 6–4, 7–6      |
| Поразка   | 2–2 | Чер 1998 | Республіка Македонія F1, Скоп'є | Ф'ючерс    | Ґрунт    | Сіріль Бюскальйон | 6–4, 4–6, 3–6 |
| Перемога  | 3–2 | Лип 1999 | Греція F5, Салоніки             | Ф'ючерс    | Ґрунт    | Солон Пеппас      | 6–3, 6–1      |
| Поразка   | 3–3 | Чер 2000 | Республіка Македонія F1, Скоп'є | Ф'ючерс    | Ґрунт    | Ксав'є Пюжо       | 2–6, 7–5, 3–6 |
| Перемога  | 4–3 | Лип 2001 | Республіка Македонія F3, Скоп'є | Ф'ючерс    | Тверде   | Тодор Енев        | 7–5, 6–4      |

### Парний розряд: 8 (5–3)
| Легенда (парний розряд)  |
| ------------------------ |
| Тур ATP Челленджер (0–1) |
| ITF Ф'ючерс (5–2)        |

| Титули за покриттям |
| ------------------- |
| Тверде (2–0)        |
| Ґрунт (2–2)         |
| Трава (0–0)         |
| Килим (1–1)         |

| Результат | В-П | Дата     | Турнір                                               | Рівень     | Покриття  | Партнер                    | Суперники                              | Рахунок            |
| --------- | --- | -------- | ---------------------------------------------------- | ---------- | --------- | -------------------------- | -------------------------------------- | ------------------ |
| Поразка   | 0–1 | Лют 1998 | Австрія F3, Мондзее                                  | Ф'ючерс    | Килим (i) | Івайло Трайков             | Петр Пала Борут Урх                    | 4–6, 6–7           |
| Перемога  | 1–1 | Чер 1998 | Республіка Македонія F1, Скоп'є                      | Ф'ючерс    | Ґрунт     | Матей Пампулов             | Сіріль Бюскальйон Olaf Knutel          | 3–6, 6–4, 6–4      |
| Перемога  | 2–1 | Чер 1998 | Республіка Македонія F2, Кочани (Північна Македонія) | Ф'ючерс    | Ґрунт     | Матей Пампулов             | Erik Csarnakovics Стефано Гальвані     | 7–5, 6–3           |
| Поразка   | 2–2 | Сер 1998 | Сопот (Польща), Польща                               | Челленджер | Ґрунт     | Олександр Швець (тенісист) | Джеймс Грінхелг Ненад Зімоньїч         | 1–6, 3–6           |
| Перемога  | 3–2 | Лип 1999 | Греція F4, Александруполіс                           | Ф'ючерс    | Килим     | Івайло Трайков             | Фернандо Гонсалес Айсам-уль-Хак Куреші | 7–6(7–2), 7–6(7–4) |
| Перемога  | 4–2 | Лип 2000 | Республіка Македонія F3, Скоп'є                      | Ф'ючерс    | Тверде    | Реля Дулич Фішер           | Себастьян Фіц Сергій Позднєв           | 2–6, 6–2, 7–6(7–3) |
| Поразка   | 4–3 | Чер 2001 | Республіка Македонія F2, Скоп'є                      | Ф'ючерс    | Ґрунт     | Тодор Енев                 | Михайло Єлгін Євген Смірнов            | 6–4, 4–6, 1–6      |
| Перемога  | 5–3 | Лип 2001 | Республіка Македонія F3, Скоп'є                      | Ф'ючерс    | Тверде    | Тодор Енев                 | Радослав Лукаєв Предраг Русевський     | 6–2, 7–5           |

## Кубок Девіса
1988 року Милен Велев дебютував за збірну Болгарії в Кубку Девіса. Він виграв 14 і програв 7 матчів в одиночному розряді, виграв 6 і програв 7 - у парному (загалом 20–14).

### Одиночний розряд (14–7)
| Розіграш                          | Раунд | Дата           | Покриття  | Суперник                 | W/L | Результат                         |
| --------------------------------- | ----- | -------------- | --------- | ------------------------ | --- | --------------------------------- |
| Europe Zone Group II 1990         | ЧФ    | 4 травня 1990  | Ґрунт     | Джордж Каловелоніс       | W   | 6–3, 6–4, 6–0                     |
| Europe Zone Group II 1990         | ЧФ    | 6 травня 1990  | Ґрунт     | Константінос Еффраймоглу | W   | 6–2, 7–5                          |
| Europe Zone Group II 1990         | ПФ    | 15 червня 1990 | Ґрунт     | Томаш Іванський          | L   | 3–6, 2–6, 3–6                     |
| Europe Zone Group II 1990         | ПФ    | 17 червня 1990 | Ґрунт     | Войцех Ковальський       | L   | 6–7(3–7), 5–7                     |
| Група II зони Європа/Африка 1993  | R1    | 30 квітня 1993 | Ґрунт     | Дарек Новицький          | W   | 7–5, 6–4, 7–6(8–6)                |
| Група II зони Європа/Африка 1993  | R1    | 2 травня 1993  | Ґрунт     | Бартоломей Домбровський  | W   | 6–2, 5–7, 6–4, 6–1                |
| Група II зони Європа/Африка 1993  | ЧФ    | 16 липня 1993  | Ґрунт     | Маркос Ондруска          | W   | 6–4, 6–4, 1–6, 6–1                |
| Група II зони Європа/Африка 1993  | ЧФ    | 18 липня 1993  | Ґрунт     | Вейн Феррейра            | L   | 3–6, 6–3, 6–4, 4–6, 2–6           |
| Група II зони Європа/Африка 1998  | R1    | 1 травня 1998  | Ґрунт (I) | Карім Аламі              | L   | 6–7(3–7), 6–4, 6–7(2–7), 2–6      |
| Група II зони Європа/Африка 1998  | R1    | 3 травня 1998  | Ґрунт (I) | Мехді Тахірі             | W   | 6–2, 6–3                          |
| Група II зони Європа/Африка 1998  | RPO   | 17 липня 1998  | Ґрунт     | Паскаль Шауль            | W   | 6–3, 6–1, 7–5                     |
| Група II зони Європа/Африка 1999  | R1    | 30 квітня 1999 | Ґрунт     | Гуджо Обедей             | W   | 6–2, 6–2, 6–2                     |
| Група II зони Європа/Африка 1999  | ЧФ    | 16 липня 1999  | Ґрунт     | Аттіла Шавольт           | W   | 1–6, 7–6(7–2), 6–2, 6–0           |
| Група II зони Європа/Африка 2000  | R1    | 30 квітня 2000 | Ґрунт     | Васіліс Мазаракіс        | L   | 6–7(5–7), 2–6, 0–6                |
| Група II зони Європа/Африка 2000  | ЧФ    | 21 липня 2000  | Ґрунт     | Харел Леві               | L   | 1–6, 3–6, 2–6                     |
| Група II зони Європа/Африка 2001I | RR    | 23 травня 2001 | Ґрунт     | Жоан Терон               | W   | 4–1, 4–0, 4–0                     |
| Група II зони Європа/Африка 2001I | RR    | 24 травня 2001 | Ґрунт     | Комлаві Логло            | W   | 5–3, 4–0, 4–2                     |
| Група II зони Європа/Африка 2001I | RR    | 25 травня 2001 | Ґрунт     | Предраг Русевський       | W   | 4–2, 4–5(4–7), 1–4, 5–4(7–3), 8–6 |
| Група II зони Європа/Африка 2001I | ПФ    | 26 травня 2001 | Ґрунт     | Haris Bašalić            | W   | 4–0, 5–3, 4–1                     |
| Група II зони Європа/Африка 2002  | R1    | 3 травня 2002  | Ґрунт     | Орест Терещук            | L   | 3–6, 6–2, 4–6, 1–6                |
| Група II зони Європа/Африка 2002  | R1    | 5 травня 2002  | Ґрунт     | Андрій Дерновський       | W   | 7–5, 5–7, 6–4, 6–3                |

### Парний розряд (6–7)
| Розіграш                          | Раунд | Дата            | Партнер           | Покриття  | Суперники                            | W/L | Результат                         |
| --------------------------------- | ----- | --------------- | ----------------- | --------- | ------------------------------------ | --- | --------------------------------- |
| Europe Zone Group I 1988          | RPO   | 11 червня 1988  | Юліан Стаматов    | Ґрунт     | Георге Косак Флорін Сегирчяну        | L   | 4–6, 1–6, 4–6                     |
| Europe Zone Group II 1988         | ЧФ    | 13 травня 1989  | Крассимир Лазаров | Ґрунт     | Крістоф Боґґетті Жак Вінчілеоні      | L   | 6–7(2–7), 6–1, 6–3, 1–6, 6–8      |
| Europe Zone Group II 1990         | R1    | 31 березня 1990 | Іван Кескинов +   | Ґрунт     | Їаннос Хаджигеоргіу Неокліс Неоклеус | W   | 6–1, 6–1, 6–4                     |
| Europe Zone Group II 1990         | ЧФ    | 5 травня 1990   | Стефан Цветков    | Ґрунт     | Джордж Каловелоніс Йоанніс Рігас     | W   | 6–7(5–7), 1–6, 6–2, 6–1, 6–3      |
| Europe Zone Group II 1990         | ПФ    | 16 червня 1990  | Стефан Цветков    | Ґрунт     | Томаш Іванський Войцех Ковальський   | L   | 6–3, 4–6, 1–6, 2–6                |
| Група II зони Європа/Африка 1993  | R1    | 1 травня 1993   | Крассимир Лазаров | Ґрунт     | Томаш Іванський Дарек Новицький      | L   | 6–4, 5–7, 5–7, 2–6                |
| Група II зони Європа/Африка 1998  | R1    | 2 травня 1998   | Орлін Станойчев   | Ґрунт (I) | Карім Аламі Мунір Аль Ааредж         | L   | 4–6, 5–7, 2–6                     |
| Група II зони Європа/Африка 1998  | RPO   | 18 липня 1998   | Орлін Станойчев   | Ґрунт     | Адріан Ґремпре Паскаль Шауль         | W   | 6–3, 6–2, 6–4                     |
| Група II зони Європа/Африка 1999  | R1    | 1 травня 1999   | Івайло Трайков    | Ґрунт     | Жан-Коме Логло Коссі Логло           | W   | 6–2, 6–4, 6–4                     |
| Група II зони Європа/Африка 1999  | ЧФ    | 17 липня 1999   | Івайло Трайков    | Ґрунт     | Золтан Берецький Аттіла Шавольт      | L   | 3–6, 6–2, 3–6, 6–3, 5–7           |
| Група II зони Європа/Африка 2001I | Ф     | 27 травня 2001  | Тодор Енев        | Ґрунт     | Мохамед Мамун Марван Зевар           | W   | 4–2, 4–2, 4–1                     |
| Група II зони Європа/Африка 2002  | R1    | 4 травня 2002   | Тодор Енев        | Ґрунт     | Андрій Дерновський Орест Терещук     | W   | 7–6(7–5), 6–7(5–7), 7–6(7–4), 6–3 |
| Група II зони Європа/Африка 2002  | ЧФ    | 13 липня 2002   | Тодор Енев        | Тверде    | Клод Н'Горан Валентен Санон          | L   | 4–6, 7–5, 2–6, 6–1, 4–6           |

- RPO = Плей-оф на вибування
- RR = Коловий турнір